# 발데트 라마
발데트 라마(Valdet Rama, 1987년 11월 20일 ~)는 축구 선수이다. 현재 SV 메펜에서 활약하고 있다.